# 1408 w polityce
Wydarzenia polityczne w 1408 roku.

## Urodzili się
- 8 kwietnia – Jadwiga, córka Władysława Jagiełły i Anny Cylejskiej.